# Bataille de Parral (1865)
Expédition du Mexique
Batailles
- Fortín
- Las Cumbres
- 1er Puebla
- Barranca Seca
- Cerro del Borrego
- Tampico
- 2e Puebla
- Atlixco
- San Pablo del Monte
- San Lorenzo
- Totoapan
- Morelia
- Campeche
- Veranos
- Tacámbaro
- La Loma
- Parral
- Chihuahua
- Álamos
- Ixmiquilpan
- Bagdad
- Camargo
- Miahuatlán
- Carbonera
- Guayabo
- Villa de Álvarez
- San Jacinto
- Querétaro

La bataille de Parral a lieu le 8 août 1865 dans la localité de Parral, dans l'État de Chihuahua, au Mexique. Elle oppose des éléments de l'armée mexicaine de la république, sous le commandement du général Agustín Villagra et des troupes françaises au service du Second Empire mexicain commandées par le lieutenant Gabriel Oscar Pyot (es) composées de soldats français et de conservateurs mexicains pendant la seconde intervention française au Mexique. Le résultat est une victoire des républicains mexicains.

## Contexte
Le général Agustin Villagra, parvenu à la Vallée de Saragosse, dans l'État du Chihuahua, est informé que seule une garnison française est présente à Hidalgo du Parral ; elle est composée de 66 soldats du 95e régiment d'infanterie de ligne commandé par le lieutenant Gabriel Oscar Pyot. La compagnie française occupe Parral pour chercher dans cette ville une somme d'argent assez considérable nécessaire aux besoins de la colonne. Elle s'installe, officiers et soldats, dans la maison municipale.

## Déroulement de la bataille
Dans la nuit du 8 août 1865, le général mexicain Villagra attaque la garnison française avec ses hommes, trois pièces de canon de montagne et une trentaine de cavaliers. Les soldats de Villagra se fractionnent en plusieurs groupes qui, forts de la connivence des habitants, se glissent de maison en maison et parviennent à cerner la compagnie française. Villagra retrace les événements : « Avant d'entrer et bien informé par la force que possédait l'ennemi et les points qu'il occupait, je m'arrangeais, en accord avec le citoyen général Pedro Meoqui Mañon (es), 2e chef de cette brigade, pour diviser notre force, afin que l'arrière-garde prenne part [...] de la caserne occupée par l'envahisseur, prenant possession des hauteurs immédiates de la place qui dominent ladite caserne et attaquant à l'heure indiquée par le signal d'ordre, brisant le feu des deux forces, appuyées par celles de trois pièces d'artillerie de montagne qui opéreraient au même signal. Tout ce que j'ai laissé exposé a été bien exécuté, ce qui a mis l'ennemi dans un désespoir qui s'est défendu avec ténacité. »
Pyot résiste durant deux heures à un feu très vif exécuté presque à bout portant par des hommes bien abrités. Bientôt la position devient intenable et Pyot doit capituler ; il se met à la tête de ses hommes et marche résolument sur l'une des portes de la ville. Il parvient à la franchir en chargeant l'ennemi à l'arme blanche, mais non sans subir de pertes sensibles... Pyot parvient ensuite à gagner la campagne et à rentrer à Rio Florido avec quatorze de ses hommes. Averti de ces événements, le colonel Cousin du 95e bataillon de ligne se porte rapidement d'Allende à Parral où il parvient le lendemain du combat et recueille treize soldats blessés.

## Résultats
Les Français ont subi les pertes suivantes : 17 hommes tués, dont un officier), 24 prisonniers, 13 blessés et 50 armes saisies. Pour leur part, les républicains comptent six morts, dont un général et un officier, et trois blessés selon le rapport du général Villagra. Le général . Le général Pedro Meoqui Mañón, commandant du bataillon Supremos Poderes et le sous-lieutenant Magdaleno Suárez trouvent la mort lors de ce combat. À l'issue de cette bataille, le général Villagra recommande les capitaines Antonio Cuéllar et Telesforo Pérez, le sous-lieutenant d'artillerie Eduardo Sierra et le cornet Feliciano Martínez pour leur « bonne conduite ». Il nomme immédiatement Cuéllar et Pérez commandants de bataillon et Martínez caporal.